# Andries Benedetti

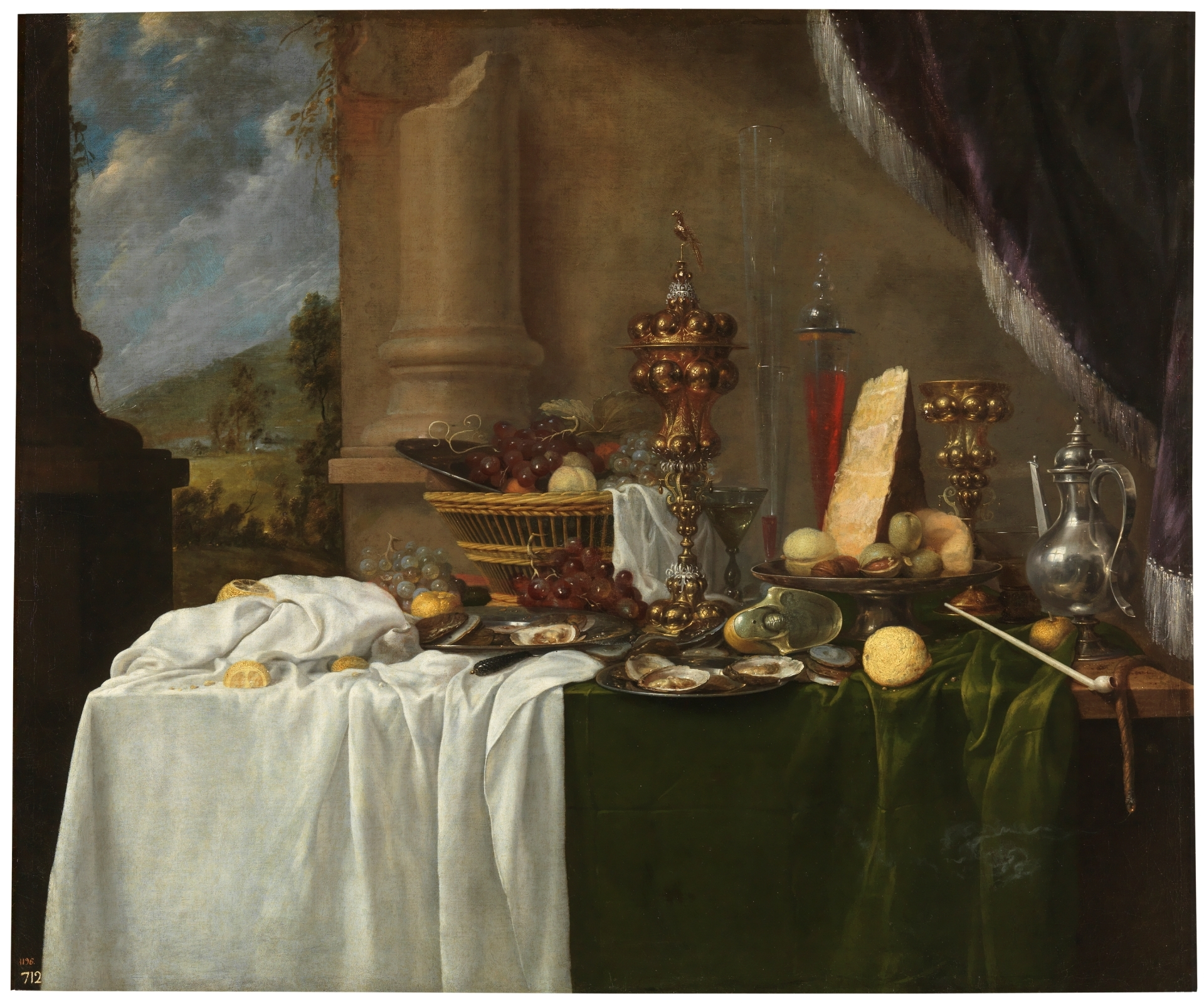
Mesa con postres o Bodegón con un mantel caído, óleo sobre lienzo, 121 x 147 cm, Madrid, Museo del Prado.

Andries Benedetti (fl. 1636 – 1650), fue un pintor barroco flamenco especializado en bodegones.
Son muy pocos los datos biográficos con los que se cuenta. Algunas fuentes indican que pudo nacer en Amberes hacia 1615 o 1618. En cualquier caso, en 1636 se documenta su presencia en Amberes como discípulo de Vincent Cernevael y, dos años después, de Jan Davidsz de Heem, a quien estuvieron atribuidos en el pasado los cuadros de Benedetti, entre ellos los tres conservados en el Museo del Prado, hasta que aparecieron algunos bodegones firmados con el anagrama "A b fe", con los que se hizo posible delimitar los estilos del maestro y del discípulo. En 1640 fue admitido como maestro en el Gremio de  San Lucas, donde aún permanecía inscrito en 1649, como maestro de Jan Baptist Lust. A partir de esa fecha se pierden las noticias seguras.
Su estilo, muy cercano al de Heem, se caracteriza por la riqueza ornamental de sus composiciones, algo más recargadas que las de su maestro, y la utilización de una pincelada ligera, aplicada con poca materia grasa.